# Johana Anglická (1210–1238)
Johana Anglická (angl. Joan of England, 22. července 1210, Gloucester – 4. března 1238, Havering-atte-Bower) byla skotská královna z dynastie Plantagenetů.

## Život
Johana se narodila z manželství anglického krále Jana a jeho druhé ženy Isabely z Angoulême. Původně byla zasnoubena roku 1214 s Hugem z Lusignanu, ale ten dal přednost její ovdovělé matce. V červnu 1221 byla Johana již za vlády svého bratra Jindřicha provdána za skotského krále Alexandra II., který byl zřejmě o 12 let starší než nevěsta. Manželům se nepodařilo zplodit žádné potomky a Johana roku 1238 zemřela. Byla pohřbena v cisterciáckém klášteře Tarrant v Dorsetu.